# Червоне і чорне (Цілком таємно)
Червоне і чорне (The Red and the Black) — 14-й епізод п'ятого сезону серіалу «Цілком таємно». Епізод належить до «міфології серіалу». Прем'єра в мережі «Фокс» відбулася 8 березня 1998 року.
Серія за шкалою Нільсена отримала рейтинг домогосподарств рівний 12.0, який означає, що в день виходу її подивилися 19.98 мільйона чоловік.

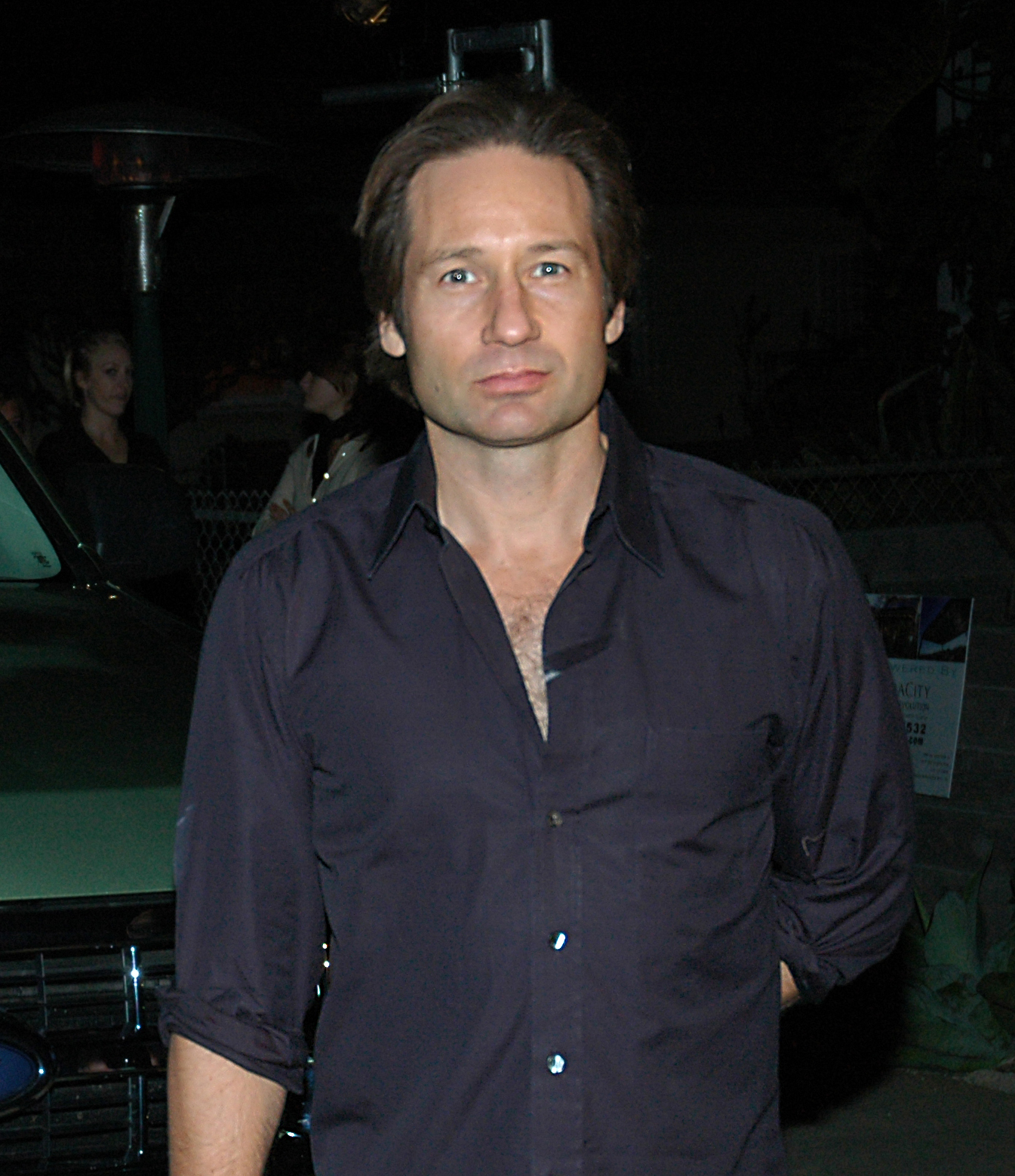

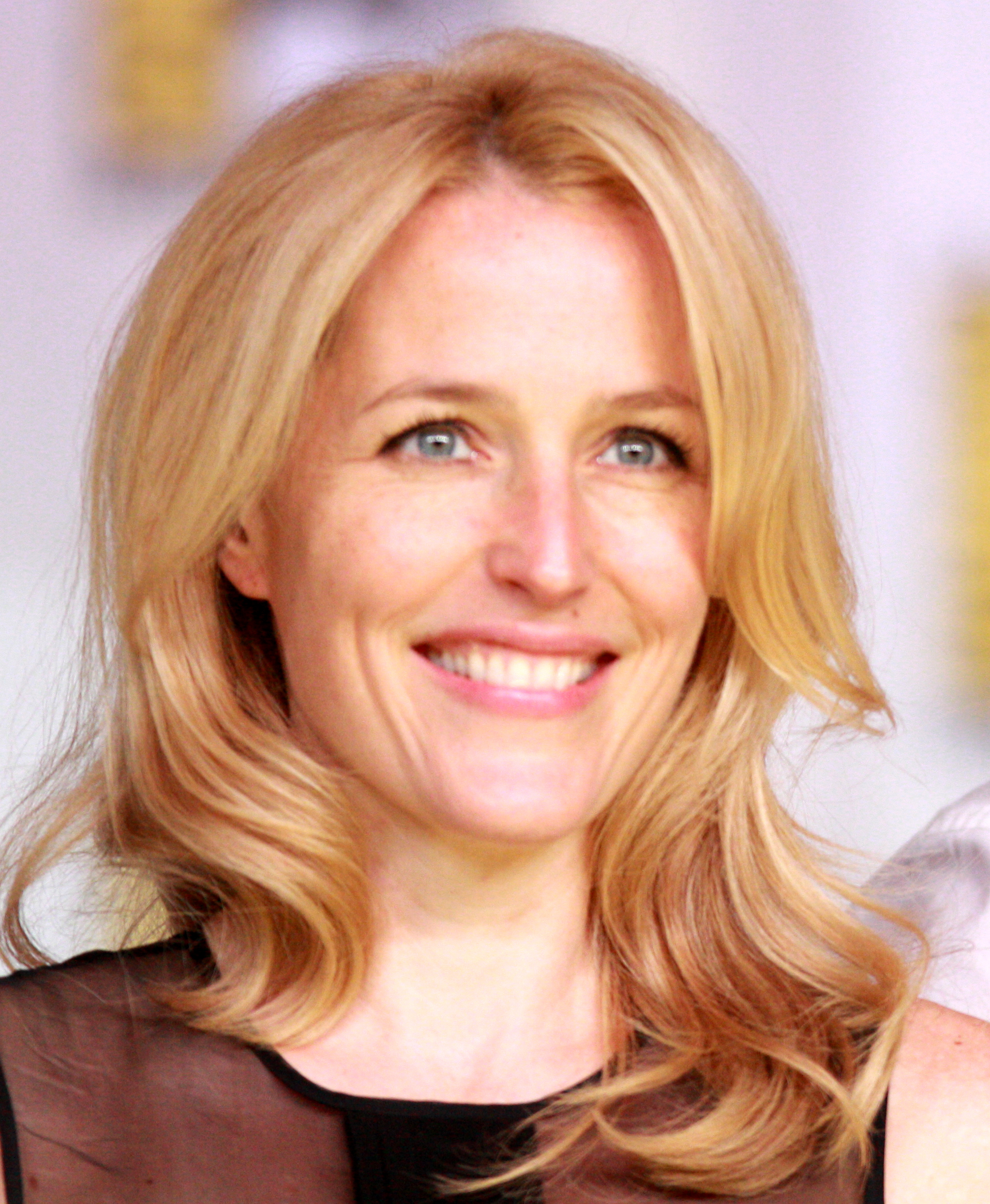

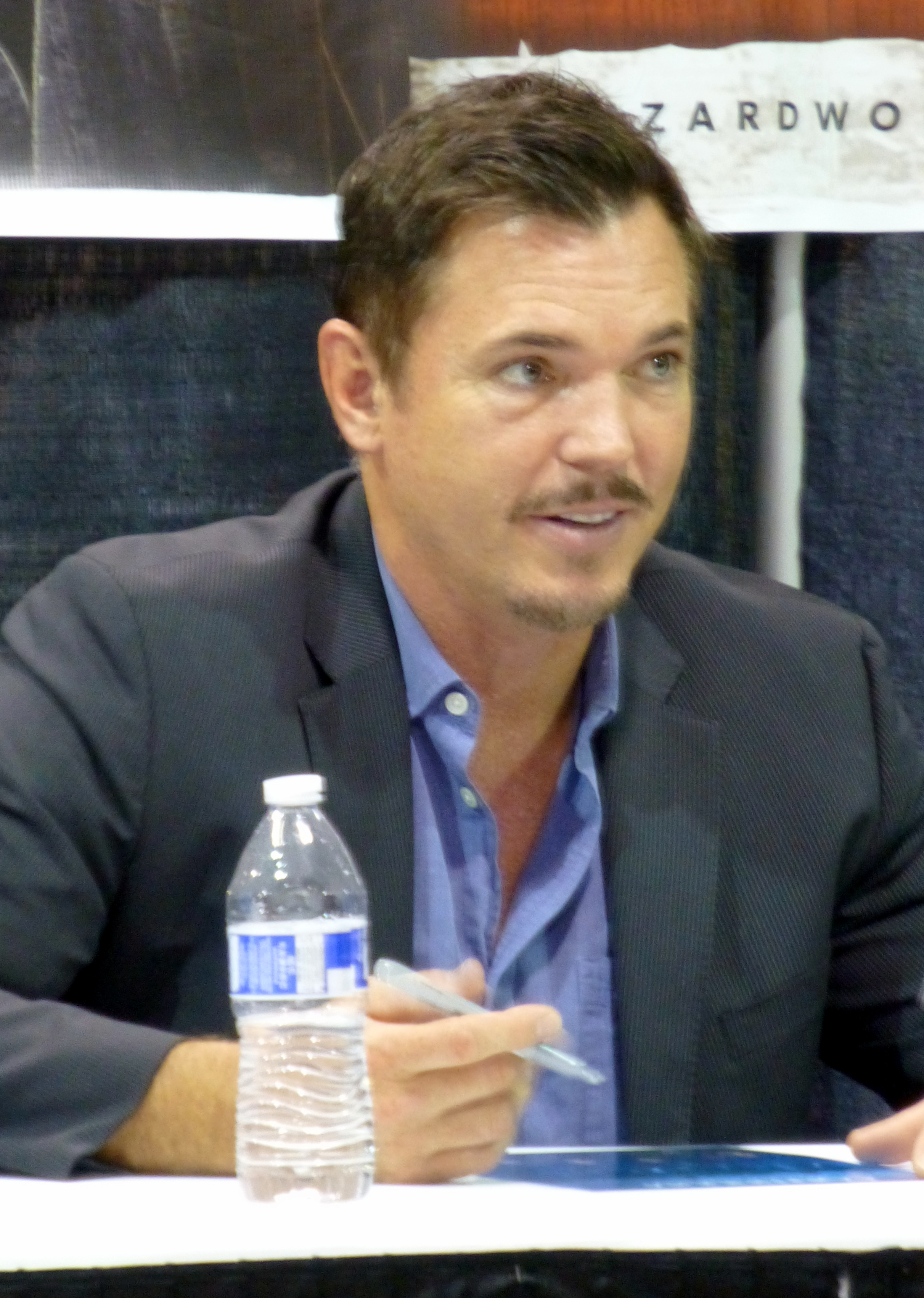

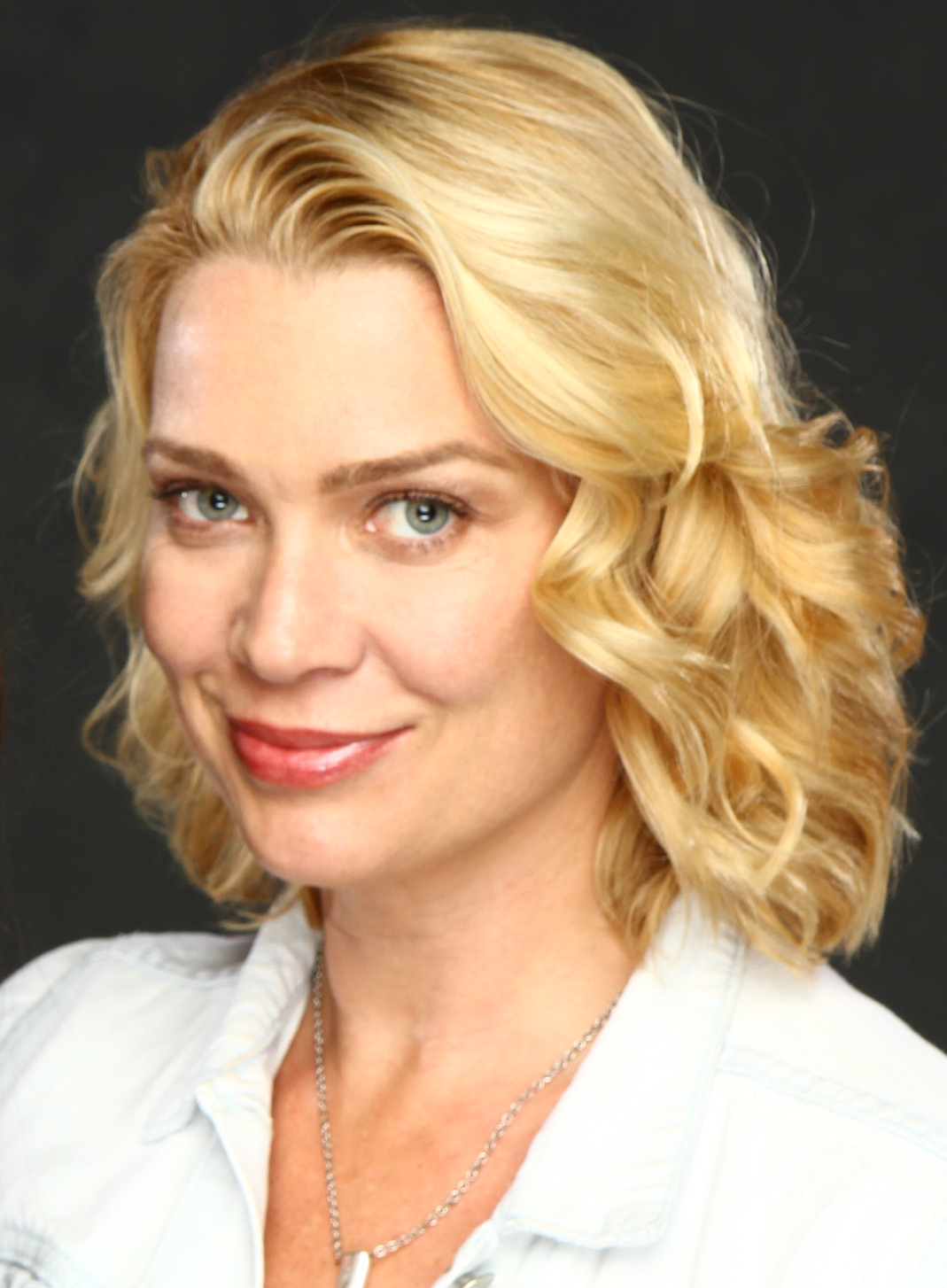

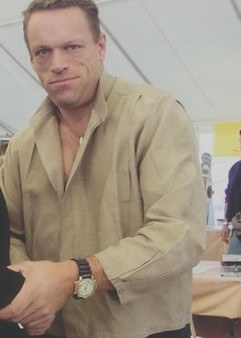

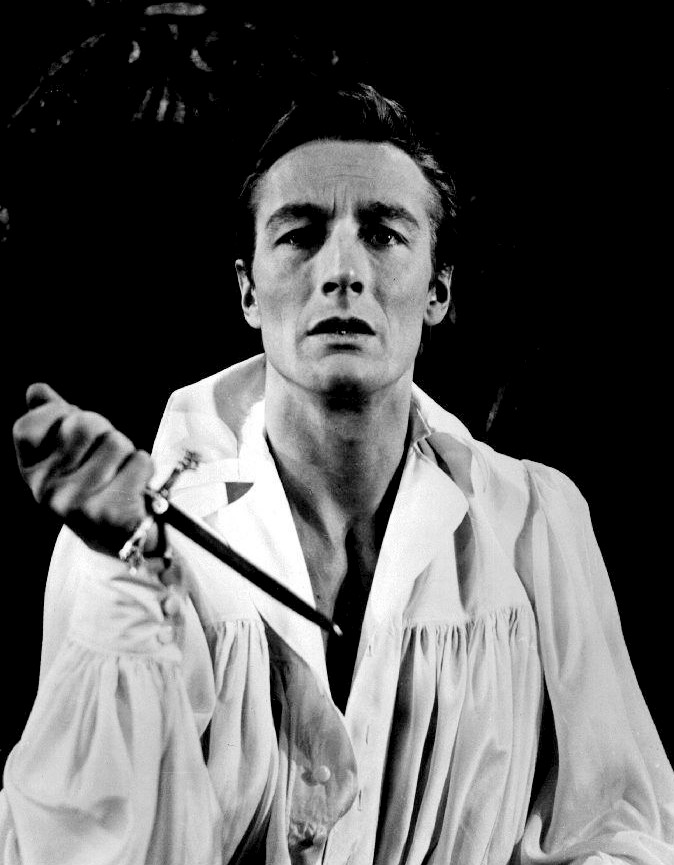

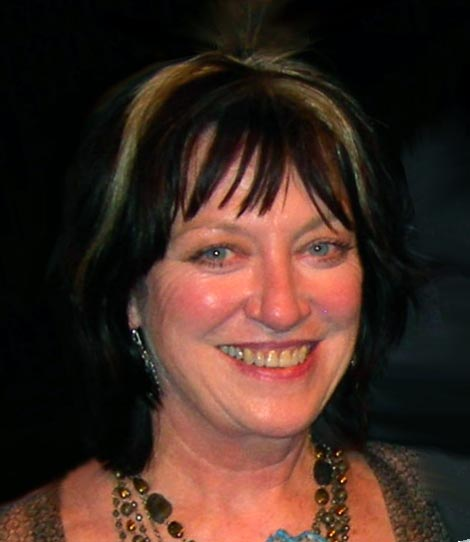

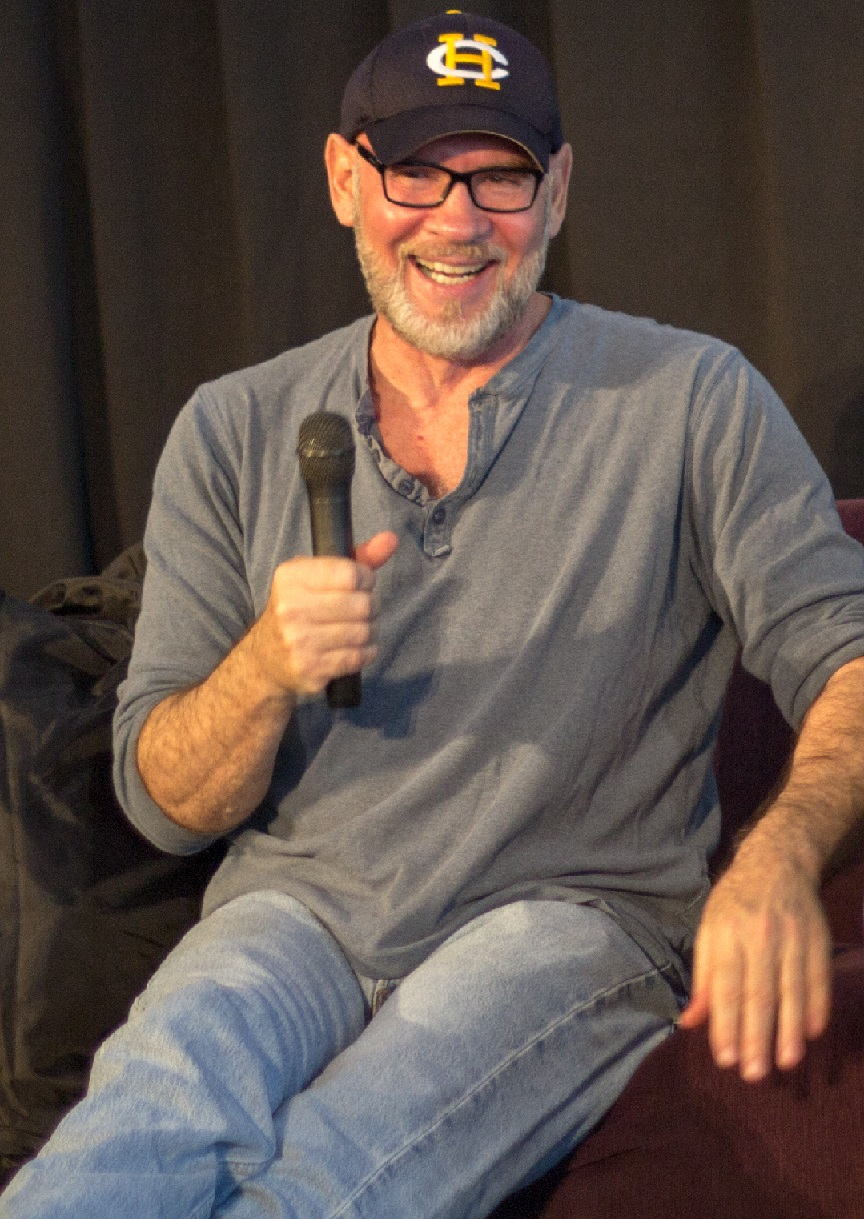

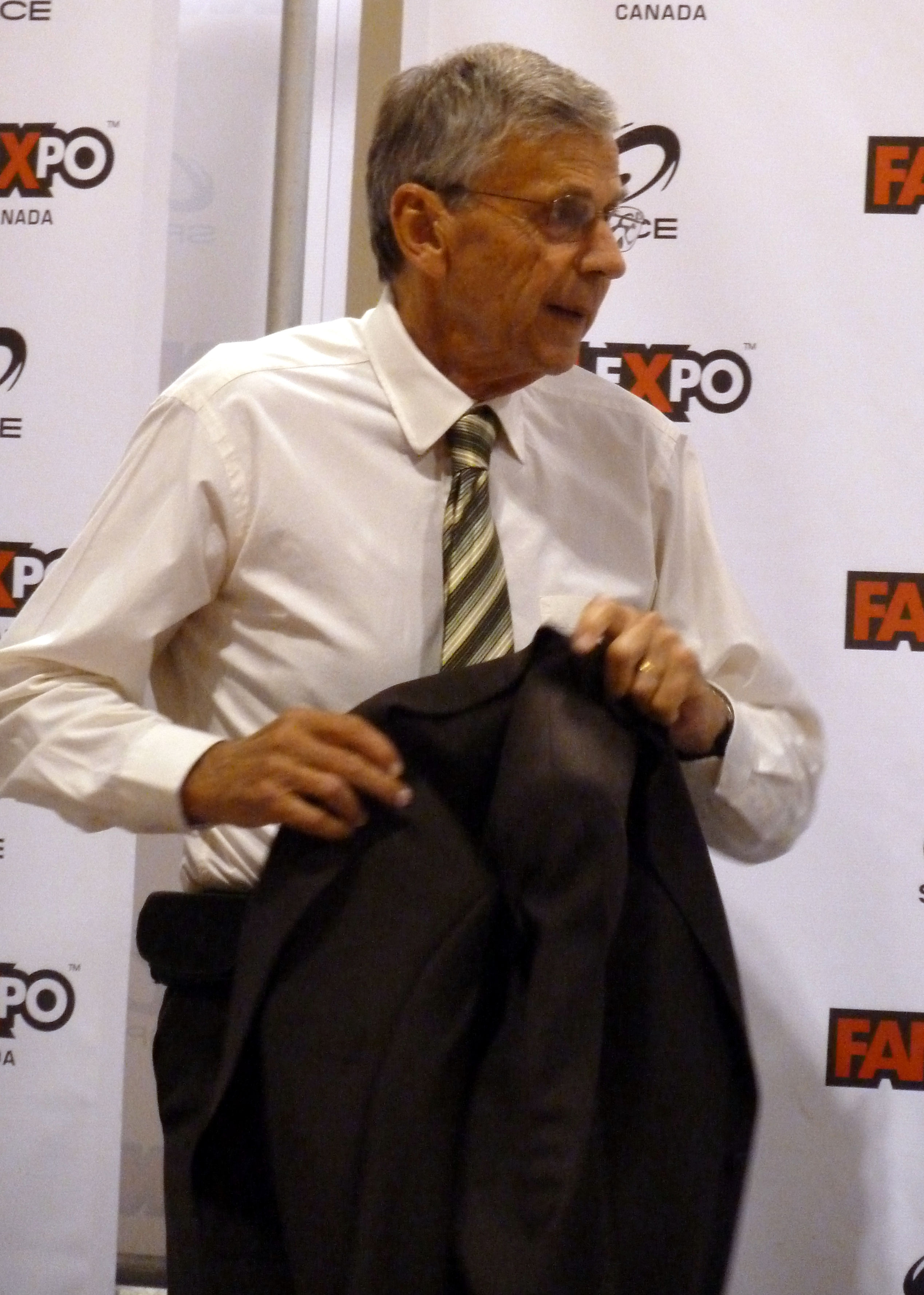

«Червоне і чорне» є продовженням попереднього епізоду «Пацієнт Ікс». В цій серії Малдер повертається до переконання щодо існування інопланетян, переконання, яке він втратив у першому епізоді 5-го сезону.

## Зміст
Протистояти або служити
Чоловік, котрий сидить так, що його обличчя не видно, пише лист своєму синові — його ім'я не називається. Пишучий, який живе у відокремленому будиночку, адресує червоного кольору листа ФБР і платить хлопчику, щоб той відніс конверт на пошту.
Тим часом рятувальники прибувають до дамби Раскін, де по всій довжині мосту лежать обвуглені тіла. Серед них є можливим впізнати Тихого Віллі, найманого вбивцю, який працював на Синдикат. Скіннер відправляє Малдера до одного з наметів, де медики займаються Скаллі — її знайшли у лісі неподалік. Агент Спендер розшукує свою матір. Неподалік знайдено тіло Дмитра, російського хлопчика. У тих місцях, де одяг не прикривав тіло, його шкіра почорніла від вогню. Коли Скаллі приходить до тями, вона визнає, що не пам'ятає нічого з того, що сталося біля дамби. У коридорі лікарні Спендер говорить Малдеру, що рятувальники не змогли знайти його матір, Кассандру. Охайний чоловік і лікар, доктор Броншвейг, заходять до відділення карантину лікарні, де лежить Маріта Коваррубіас — вона в несвідомості.
Пізніше Охайний чоловік розмовляє із Крайчеком, затриманим на борту російського вантажного судна. Охайний чоловік впевнений, що Крайчек навмисно піддав Дмитра атаці чорної оливи, щоб інфекція перекинулася на кожного, хто спробує з'ясувати у хлопчика подробиці спалення на території колишнього СРСР. Також він упевнений, що у Крайчека є вакцина, яка дозволить виступити проти колоністів прибульців. Охайний чоловік пропонує Крайчеку свободу в обмін на вакцину.
Тим часом, неподалік від військово-повітряної бази в Форт-Вікамп (Західна Віргінія) зазнає аварії космічний корабель. Прибулець без обличчя витягує свого товариша з-під уламків. Його оточують прибулі військовики.
Фокс відвідує Дейну в лікарні та розмовляє про її таємниче перебування між згорілими людьми та відношення до цього владних структур. Малдер пропонує Дейні повернути її спогади. Рентгенівське обстеження вказало на наявність у всіх людей, які зібралися біля греблі, імплантантів. На думку Малдера, це уряд США виготовив і імплантував чіпи як частину проекту по розробці біохімічної зброї. Скаллі погоджується на сеанс гіпнозу у доктора Вебера, сподіваючись пригадати, що ж сталося у греблі.
Пізніше, члени Синдикату вивчають фотографії прибульця. Вони приходять до висновку, що перед ними фотографії одного з інопланетних повстанців — бійця опору, учасника боротьби, що продовжується проти колоністів-прибульців. Охайний чоловік каже, що Крайчек дав йому вакцину, а отже, можливо, з'явився сенс взяти участь в опорі. Однак Старійшина оголошує, що захоплений прибулець буде переданий колоністам. За його наказом Охайний чоловік повинен ввести вакцину Коваррубіас, щоб переконатися, чи вакцина дійсно працює.
Занурившись в стан, подібний до трансу, у доктора Вебера Скаллі згадує, як над її головою пролетів НЛО, а незабаром після цього прибульці без облич спалюють присутніх на дамбі вогнем. Потім з неба опустився інший корабель і атакував істот без облич й спалив їх. Кассандру з її інвалідного візка потягнуло вгору, до корабля.
Вебер говорить Малдеру, що він не був готовий до того, що почув. Скіннер має розслідувати пригоду і не знає, як відноситися до розповіді Скаллі під гіпнозом. Скіннер прослуховує плівки записів сеансів гіпнозу Скаллі у доктора Вебера. Малдер говорить Скіннеру, що випадок біля дамби був інсценований, щоби прикрити розроблюваний військовий проект. Скіннер вважає, що історія Скаллі про НЛО більш правдоподібна.
Тим часом, з'ясовується, що вакцина не подіяла на Коваррубіас. Другий Старійшина оголошує Охайній людині, що захопленого прибульця передали колоністам.
Спендер показує Дейні відеозапис самого себе в дитинстві на сеансі гіпнозу. Маленький Спендер розповідає лікарю, як його викрав НЛО. Спендер ставить плівку на паузу. Він каже, що все почуте — неправда, він просто повторив брехню, яку стільки разів розповідала йому мати. Він упевнений, що проповідувана доктором Вебером теорія пригнічених спогадів безпідставна. Також Спендер нагадує, скільки разів Скаллі вислуховувала теорії Малдера про НЛО і цим проводить паралель — Дейна увібрала розповіді Малдера — як Спендер в дитинстві історії матері.
Малдер захоплений зненацька появою Крайчека в своїй квартирі. Крайчек збиває Фокса з ніг і говорить, що Казахстан, гора Скайленд і військова частина в Пенсільванії є пробними точками для вторгнення й колонізації інопланетянами. Спалення, за словами Крайчека, це спроби опору прибульців зірвати плани по колонізації. Крайчек розповідає Малдеру, де тримають полоненого прибульця з числа повстанців. Він запевняє, що, якщо бранець загине, загине і весь опір. Тим часом уночі Мисливець за головами проникає на охоронювану територію.
Разом зі Скаллі Малдер приїжджає в Форт-Вікамп. Намагаючись обманом пройти через головний вхід, агенти помічають Тихого Віллі, який сідає за кермо військової вантажівки, збираючись покинути базу. Коли машина виїжджає з воріт, Малдер забирається на причеп вантажівки. Там він знаходить захопленого прибульця без обличчя. Тихий Віллі зупиняє машину і перетворюється в Мисливця за головами. Він забирається у вантажне відділення, а потім вантажівку заливає біле світло. Слідом за цим з'являється другий прибулець без обличчя зі зброєю на зразок вогнемета. Малдер стріляє.
Через деякий час на розгубленого Малдера накидаються військові. Його саджають в машину, де вже знаходиться Скаллі. Малдер не пам'ятає, як він потрапив у вантажівку — але двері в клітці відчинені.
Скіннер повідомляє Спендеру про невідомого його покровителя. Конверт, який з'являвся на початку епізоду, приносять Спендерові. Через кілька днів конверт з написом «повернути відправнику — пересилання неможливе» доставляють у відокремлений будиночок Курцеві в Норт-Гетлі (Квебек).

## Створення
Кріс Картер оповідав, шо список акторів для цього епізоду разом із «Пацієнтом Ікс» був «довшим, ніж більшість акторських списків, які ви коли-небудь бачите в телесеріалі». Тому епізод був значно дорожчим; знімальному колективу вдалося змусити Фокса розподілити кошти, стверджуючи, що сюжет двох епізодів міг бути нездійснений через підготовку до виходу фільму. Роб Боуман спочатку мав намір керувати епізодом, але зрештою він не зміг цього зробити, тому Картер взяв на себе режисерські обов'язки. Пізніше Боуман сказав: «Я повинен був направити „ Червоне і чорне“ […], але ми готувалися до перегляду фільму „Цілком таємно“, тому я не міг цього зробити. […] Крісу довелося керувати цим епізодом. Він так розлютився на мене». Під час зйомок сцени, де Малдер і Скаллі їдуть на медичну станцію, Картер вшанував телесеріал «Швидка допомога», знімаючи її повністю «стедикамом».
Початок епізоду було знято на Ґроус-Маунтін, північніше від Ванкувера (Британська Колумбія). Більшість сцен на греблі Раскіна були зняті приблизно в 50 милях на схід від Ванкувера, тоді як перебіг подій за сценарієм передбачав повномасштабну копію греблі. Різні сцени з Синдикатом та перевірка протиоливової вакцини на Маріті Коваррубіас були зняті в покинутому шпиталі у Ванкувері. Знімальний колектив вибрав пропозицію приміщення, оскільки, за словами Картера, об'єкт мав «цікавий оглядовий простір над ним, який ми використовували», який, врешті-решт, виявився складним місцем для зйомок.
«Червоне і чорне» був технічно складним епізодом, який Картер згодом описав разом із «Пацієнтом Ікс» як «найважчий і логічно складний [проект] сезону». Сцена, де Кассандра Спендер піднята на судно колоністів була знята, коли жінка-каскадер сиділа в інвалідному візку, який потім піднімався вгору за допомогою крана. Потім кран був видалений під час пост-виробничого редагування. Світло чужоземного корабля було створено за допомогою освітлювальної установки, підсиленої комп'ютерними ефектами. Розбитий космічний корабель інопланетян був вдвічі більший за будь-який інший космічний корабель, який показували раніше в серіалі — і він був перетягнутий по поверхні, щоб створити глибоку борозну в землі. 25 вибухів здійснено для імітації аварії космічного корабля; уламки потім були підпалені та зафільмовані. Сцену знімали усю ніч виробництва.
Сцену-пролог, в якій присутні інопланетяни-повстанці, що спалювали групу викрадених росіян, було знято без власне російських машин. Координатор автомобілів серіалу Найджел Хабгуд зазначив: «Я не міг отримати справжні російські машини, тому вирішив проявити творчість і піти серйозно на європейську тему. Ми спалили кілька Saab і BMW». Для сцени, в якій Малдер виявляє обвуглені останки викрадених, група дизайну виробництва повинна була створити спеціалізовані підроблені органи. Пізніше Картер зазначив, що «важче, ніж виглядає, створити обвуглене мертве тіло». Мітка для цього епізоду — «Протистояти чи служити».

## Сприйняття
Прем'єра епізоду в мережі «Фокс» відбулася 8 березня 1998 року. Серія отримала рейтинг Нільсена 12,0 з часткою 18, що означає — його переглянули 19,98 мільйона глядачів. Згодом цей епізод був включений до «Міфології Цілком таємно, Том 3», гри «The X-Files: Resist or Serve» та книги, що висвітлює п'ятий сезон «Цілком таємно».
Прийом оглядачів до епізоду був в основному позитивним. Рецензент «The A.V. Club» Зак Генлен оцінив «Червоне і чорне» на «A» і позитивно написав про «галактичну війну» між колоністами та повстанцями, про яку йдеться в епізоді. Генлен, проте зазначив — «Червоне та чорне» працювали тому, що «виступи чудові, як завжди, і тому, що друга частина цього диптиху мало рідко відчуває себе тьмяною або тугою». Роберт Шірман та Ларс Пірсон у своїй книзі «Хочемо вірити: Критичний посібник з Цілком таємно, Мілленіуму та Одиноких стрільців» оцінили епізод трьома зірками із п'яти. Оглядачі назвали епізод «типовим міфологічним переходом» і відзначили, що сюжет «складний, але простіші сцени протистояння дуже добре засвоюються». Паула Вітаріс з «Cinefantastique» дала епізоду позитивний відгук і присудила йому три зірки з чотирьох. Вітаріс написала, що епізод являє собою «другу половину двочастинної системи, яка така ж сильна, як і перша половина».
Різні критики високо оцінили сцену гіпнотизму. Роберт Шірман назвав сцену «чудовою» і похвалив акторські здібності Джилліан Андерсон. Паула Вітаріс була надзвичайно вражена блокуванням сцени, назвавши передання «практично оргазматичним за інтенсивністю» і зробила висновок, що «Андерсон чудова».

## Знімалися
| Актор             | Роль                   |
| ----------------- | ---------------------- |
| Девід Духовни     | Фокс Малдер            |
| Джилліан Андерсон | Дейна Скаллі           |
| Мітч Піледжі      | Волтер Скіннер         |
| Ніколас Ліа       | Алекс Крайчек          |
| Кріс Оуенс        | Джеффрі Спендер        |
| Лорі Голден       | Маріта Коваррубіас     |
| Вероніка Картрайт | Кассандра Спендер      |
| Вільям Брюс Девіс | Курець                 |
| Джон Невілл       | Добре доглянута людина |
| Дон С. Вільямс    | Перший старійшина      |
| Браян Томпсон     | Мисливець за головами  |
| Джордж Мердок     | Другий старійшина      |
| Шапель Яффе       | докторка Патон         |
| Міхал Суханек     | молодий Джефрі Спендер |
| Дженн Форгі       | медсестра              |